# Замок Ботвелл
Замок Ботвелл (англ. Bothwell Castle) — средневековый замок, который находится в 16 км к югу от Глазго, в графстве Южный Ланаркшир, Шотландия.

## История замка
Строительство замка началось во второй половине XIII века, и первоначально Ботвелл принадлежал Уолтеру Морею.
В 1296 году, во время вторжения в Шотландию, Эдуард Длинноногий захватил Ботвелл и пленил Уильяма, сына Уолтера Морея. К этому времени в замке были построены только донжон и Тюремная башня.
В 1298—1299 годах шотландцы осаждали Ботвелл на протяжении 14 месяцев. Защитники сдали замок только после того, как у них закончилось продовольствие. В августе 1301 года Эдуард Длинноногий пришёл к замку с армией численностью в 6800 человек и осадными башнями. Шотландцам удалось продержаться всего три недели, после чего англичане вновь взяли замок.
Ботвелл вернулся к шотландцам лишь после битвы при Бэннокберне, но уже в 1336 году его снова захватили англичане — Эдуард III перенёс сюда свой штаб на время вторжения в Шотландию. В марте 1337 года армия шотландцев под предводительством Эндрю Мюррея, сэра Ботвелла, отбила замок; однако во время осады донжон замка был сильно повреждён с западной стороны.
В конце XIV века замок перешёл в собственность клана Дугласов. Дугласы восстановили замок и к 1424 году построили новые башни и дополнительные помещения.
На протяжении XVI века замок был в собственности короны, а в 1669 году был передан графам Форфар. В конце XVII века они переселились из Ботвелла в большой особняк, построенный с восточной стороны замка. В 1926 году этот дом развалился по причине оседания почвы, в то время как замок остался невредимым. В 1935 году Ботвелл был передан на попечение государства.